# 徳川元子
徳川 元子（とくがわ もとこ、1907年（明治40年）5月29日 - 1989年（平成元年）10月20日）は、田安徳川家10代当主・伯爵徳川達成の夫人。父は戸田氏秀。

## 生涯
伯爵戸田氏共の養嗣子であった戸田氏秀の次女として生まれる。母は氏共の次女・戸田米子。学習院高等科を卒業後、徳川達成の夫人となり、4男2女を儲ける。子供に宗英、雅子、宗賢、宗廣、文子、松平宗紀がいる。
1983年（昭和58年）には自身の手記である『遠いうた―七十五年覚え書』を講談社から出版し、戸田伯爵家に生まれ徳川伯爵家に嫁いだ経緯や心情を綴った。
1989年（平成元年）、死去。

## 著書
- 『遠いうた―七十五年覚え書』（1983年5月1日、講談社）
- 『徳川伯爵夫人の七十五年 遠いうた』（2005年1月7日、文藝春秋）